# Дрізд кремововолий
Дрізд кремововолий (Turdus amaurochalinus) — вид горобцеподібних птахів родини дроздових (Turdidae). Мешкає в Південній Америці.

## Опис

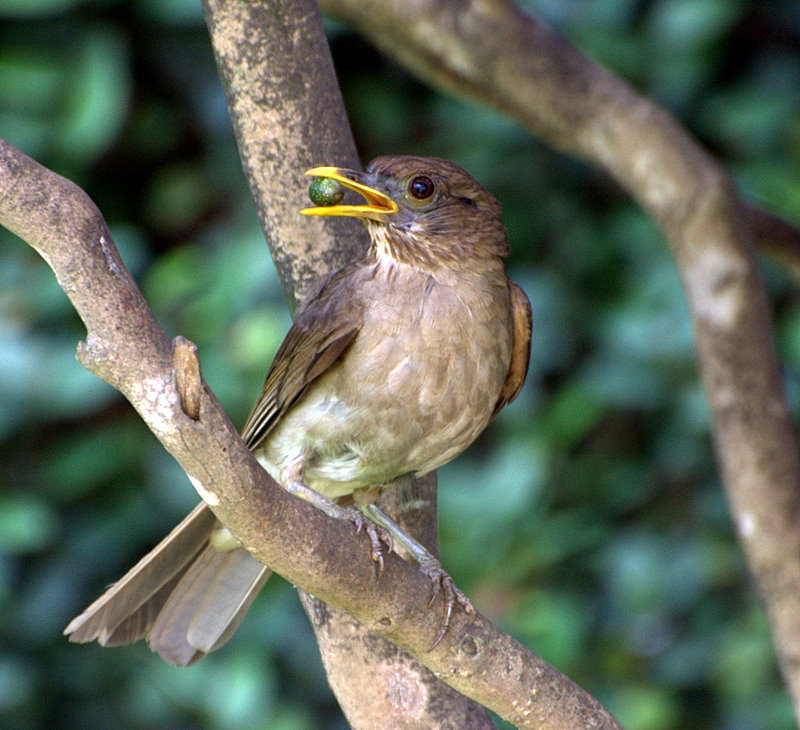
Кремововолий дрізд

Довжина птаха становить 22-25 см, вага 52-73 г. Верхня частина тіла сіра або оливково-коричнева, горло світле, поцятковане темними смугами, груди попелясті, живіт білуватий. Від дзьоба до очей ідуть темні смуги. Дзьоб темно-жовтий, лапи сірі.

## Поширення і екологія
Кремововолі дрозди мешкають в Перу, Болівії, Бразилії, Аргентині, Парагваї, Уругваї і Чилі. Вони живуть в саванах серрадо, в тропічних лісах, рідколіссях і чагарникових заростях, на плантаціях, в парках і садах. Зустрічаються на висоті до 2100 м над рівнем моря. Живляться комахами, зокрема термітами, а також ягодами і плодами.